# Eric Grate
Eric Gustav Grate, född 14 augusti 1896 i Stockholm, död 3 augusti 1983 i Solna, var en svensk skulptör, tecknare, målare och grafiker. 

## Biografi

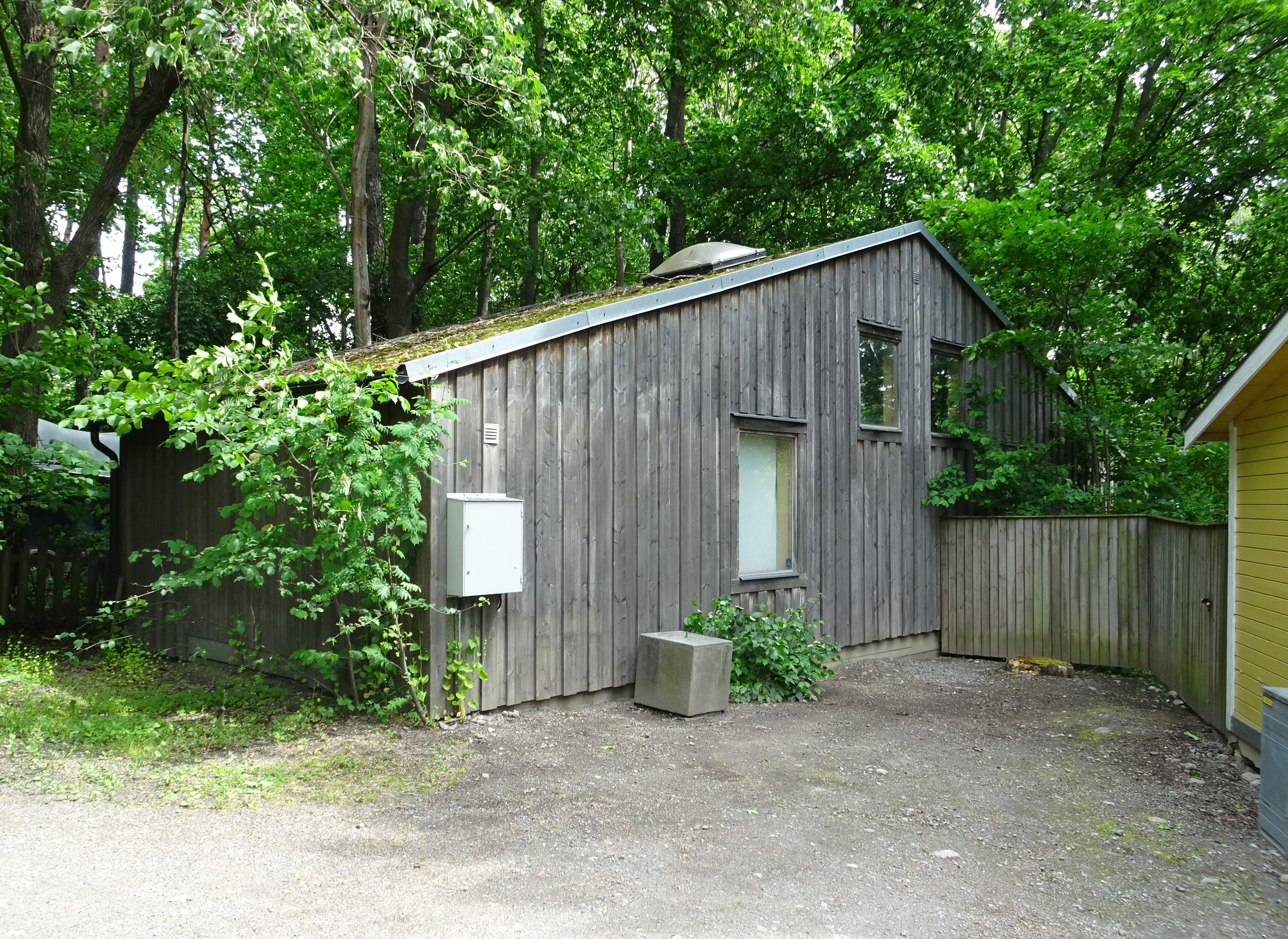
Väntorp, Ulriksdal, Eric Grates ateljé.

Eric Grate var son till civilingenjör Georg Erikson och Hilma Erikson, född Bredberg, bror till Signe Bohman samt far till Pontus Grate. Han gifte sig första gången 1922 med Astri Nordgren, andra gången 1937 med Marianne Peyron och tredje gången 1976 med Ann-Margret Kirsebom, född Bergendahl (1920–2014). Grate är begravd på Ulriksdals begravningsplats.
År 1968 flyttade Grate till Väntorp på Ulriksdals slottsområde i Solna. Där hade han sin ateljé och levde de sista femton åren av sitt liv, till sin död 1983. Sedan oktober 1993 finns Eric Grates park, en skulpturpark på Centralvägen 15 mitt i Solna Centrum. De tre bronsskulpturerna Oberon, som köptes in av Solna stad 1979, Nike de Sant Andria och Sparvguden finns i parken.
Grate finns representerad vid Norrköpings konstmuseum med oljemålningen Lustgård, och Västerås konstmuseum.

## Utbildning
Eric Grate avlade studentexamen 1916 och studerade därefter en tid vid Tekniska skolan innan han gick över till studier vid Kungliga konsthögskolan i Stockholm 1917–1921. Han företog därefter en studieresa som stipendiat i Danmark  och gjorde därefter studieresor till Tyskland, framför allt München, och till Österrike, Spanien, Italien och Grekland. Under tiden i Tyskland sysslade Grate främst med kubistiskt måleri och skulpturexperiment. Han började även influeras av klassisk skulptur. Han bodde i Paris 1924–1933. Där hade han sällskap av andra svenska konstnärer som Nils Dardel, Isaac Grünewald, Sigrid Hjertén, Otto G. Carlsund och Otte Sköld. Under den här tiden kom han att influeras av samtida franska skulptörer som Aristide Maillol och Charles Despiau. 1936 blev han ledamot av Konstakademien, där han 1941–1951 även var professor. 1952–1955 var han ledamot av Statens konstråd, från 1954 ledamot av Thielska galleriets styrelse.
Eric Grate har utfört ett flertal offentliga skulpturer i Sverige. Det mest uppmärksammade är verket Det entomologiska kvinnorovet vid entrén till Karolinska Institutet i Solna 1958.
| ”                                                                     | Jag måste tillstå och gör det med stor glädje att denna första kontakt med den stora grekiska skulpturen sådan jag upplevde den i Olympia blev för många år framåt av avgörande betydelse. Jag fick en känsla av att jag var tvungen att börja på ny kula i byggande av skulptur. Ompröva hela min inställning, Jag tror att det betydde ett reningsbad, ett klarläggande av de nödvändiga startpunkterna. | „ |
| – Eric Grate vid 78 års ålder om sin ungdoms studieresa till Grekland | |   |

## Offentliga verk i urval

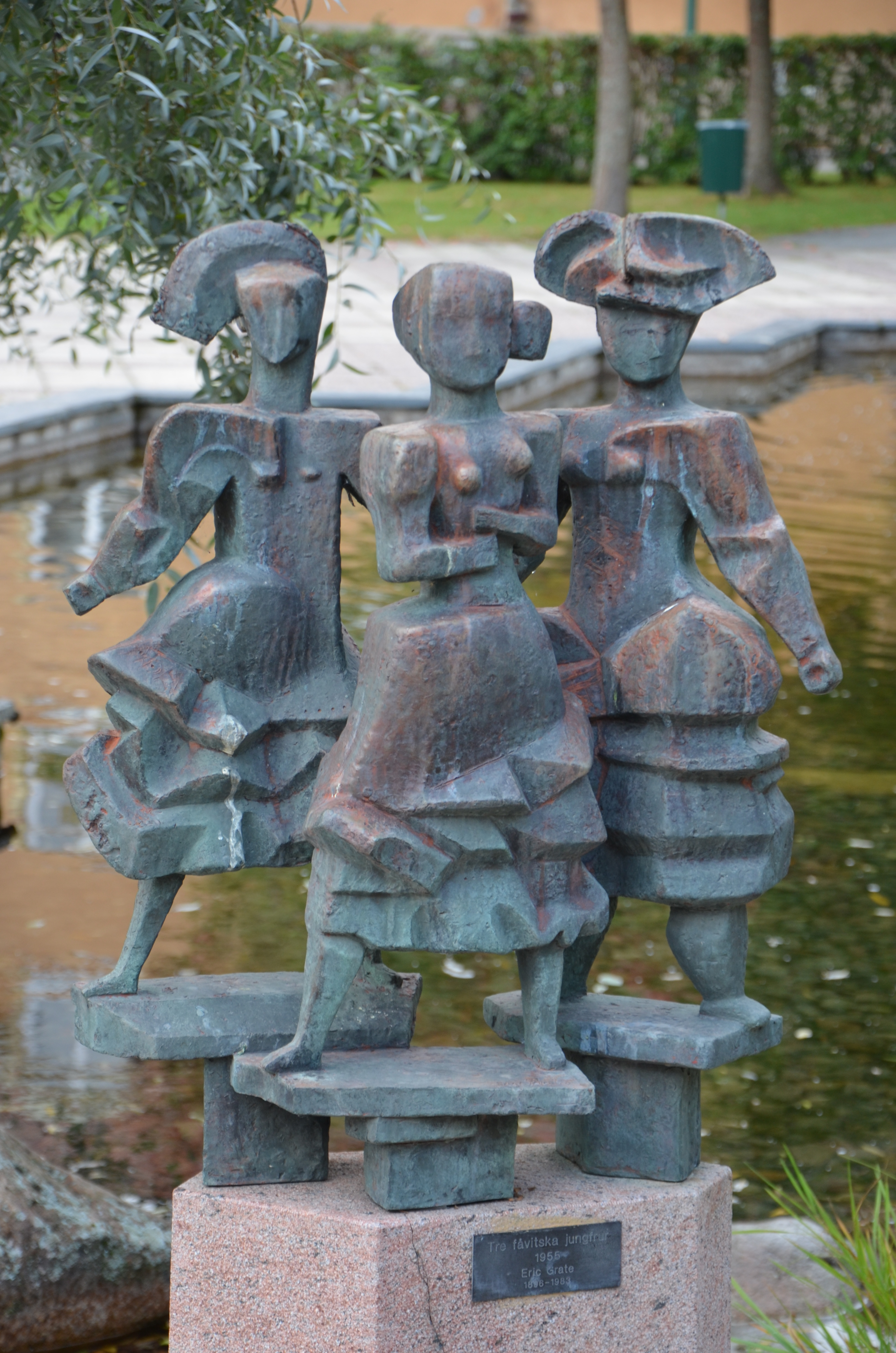
Tre fåvitska jungfrur i Mästarnas Park i Hällefors

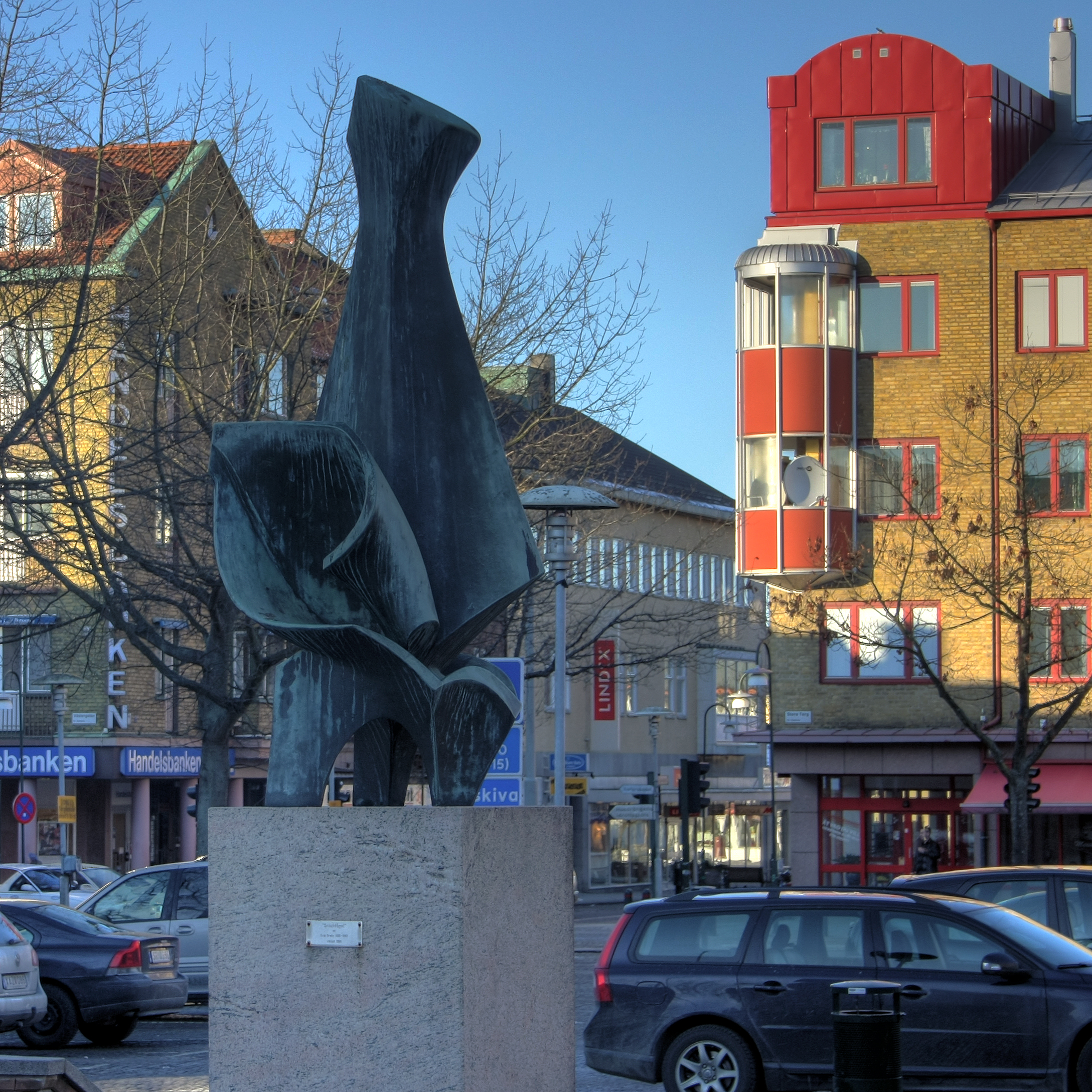
Snäckfågel, Stora Torg i Eslöv

- Bergslagsurnan gjutjärn 109 cm hög (1921–1922), Allmänna vägen i Majorna i Göteborg. Urnan har tillverkats i elva exemplar av Näfvekvarns bruk och finns på flera platser i Sverige
- Faunfigur (1923), Hotell Liseberg, Kryddgården, Heden, Göteborg
- Statyer på Norra Kungstornet (1925), Kungsgatan i Stockholm
- Fontän med dryad (1932), Örebro konserthus
- Relief över ingången till Konsthallen i Falun (1936)
- Folkvisan (1937), Bromma gymnasium i Stockholm, Liseberg i Göteborg och Bäckängsgymnasiet i Borås
- Årstiderna kalksten (1937–1941),  Rosenbad, Stockholm
- Folket och tekniken del av relief chamotte-lera (1937), väggutsmyckning för världsutställningen i Paris 1937, Runö kursgård, Åkersberga
- De fyra vindarna fyra reliefer (1937–1941), på Gunnar Asplunds tillbyggnad till Göteborgs rådhus
- Predikstol i Nikolaikyrkan i Örebro (1939)
- Humlan (1939), kalksten, utanför Örebro läns museum[19]
- Badet och Nereid två reliefer i terrakotta (1943), Badhuset i Trelleborg
- Sommaren eller Ung man granit 224 cm hög (1944), Utmarksgatan i Lundby i Göteborg
- Våren brons 125 cm hög (1944), Kaggeledstorget i Härlanda i Göteborg och Museiparken i Alingsås
- Anadyomene (1947–1952), Hudiksvall
- Förvandlingarnas brunn granit (1943–1955), Marabouparken i Sundbyberg
- Navigare necesse est brons 1953,  Rödabergsskolan, Stockholm
- Liggande kvinna (omkring 1954) brons i fontän, Torget, Västertorps centrum, Stockholm
- Trädet (omkring 1954) brons, Torget i Västertorps centrum, Stockholm
- Två dansande (1955), Byttorpskolan i Borås
- Rituell dans (1959), granit, Olle Olsson Hagalund-museets trädgård
- Vindarnas grotta (1960–1971), på Fiskartorget utanför Sven Ahlboms Västerås stadshus
- Monument över Yxman brons 3,5 m hög (uppsatt 1967), Rålambshovsparken på Kungsholmen i Stockholm. Replik i mindre format på Blockhusudden på Djurgården i Stockholmi samt i Europaparlamentet, Strasbourg
- Gudinna vid hyperboreiskt hav granit i fontän 4 m lång (1949–1956), Rådhustorget i Gävle.
- Det entomologiska kvinnorovet brons (1956–1958), Karolinska Institutet i Solna
- Snäckfågel brons 255 cm hög (1960–1961), Skånegatan-Engelbrektsgatan, utanför Hotell Opalen, Göteborg samt på Stora Torg i Eslöv
- Silvatica brons, Esplanaden i Nässjö
- Nike från Sant Andria (Nike) brons 206 cm hög (1967–1968), Södra Promenaden, utanför Stadsbiblioteket, i Norrköping
- Apollo (1966), skulptur vid Ulricehamns stadshus i Ulricehamn.
- Apoteus till Norrland (1970–1971), relief i röd älvdalssandsten, Karlavägen 45 i Stockholm
- Sparvguden (1972–1973), Eric Grates park vid Stadshuset i Solna
- Hjärtblad (1974), Landstingshuset i Kristianstad
- Urnkvinna Daphne (1956–1960), Diagnostiskt centrum UMAS, Malmö

- Grate finns representerad vid bland annat Nationalmuseum[20] i Stockholm och på Scenkonstmuseet[21]

## Fotogalleri

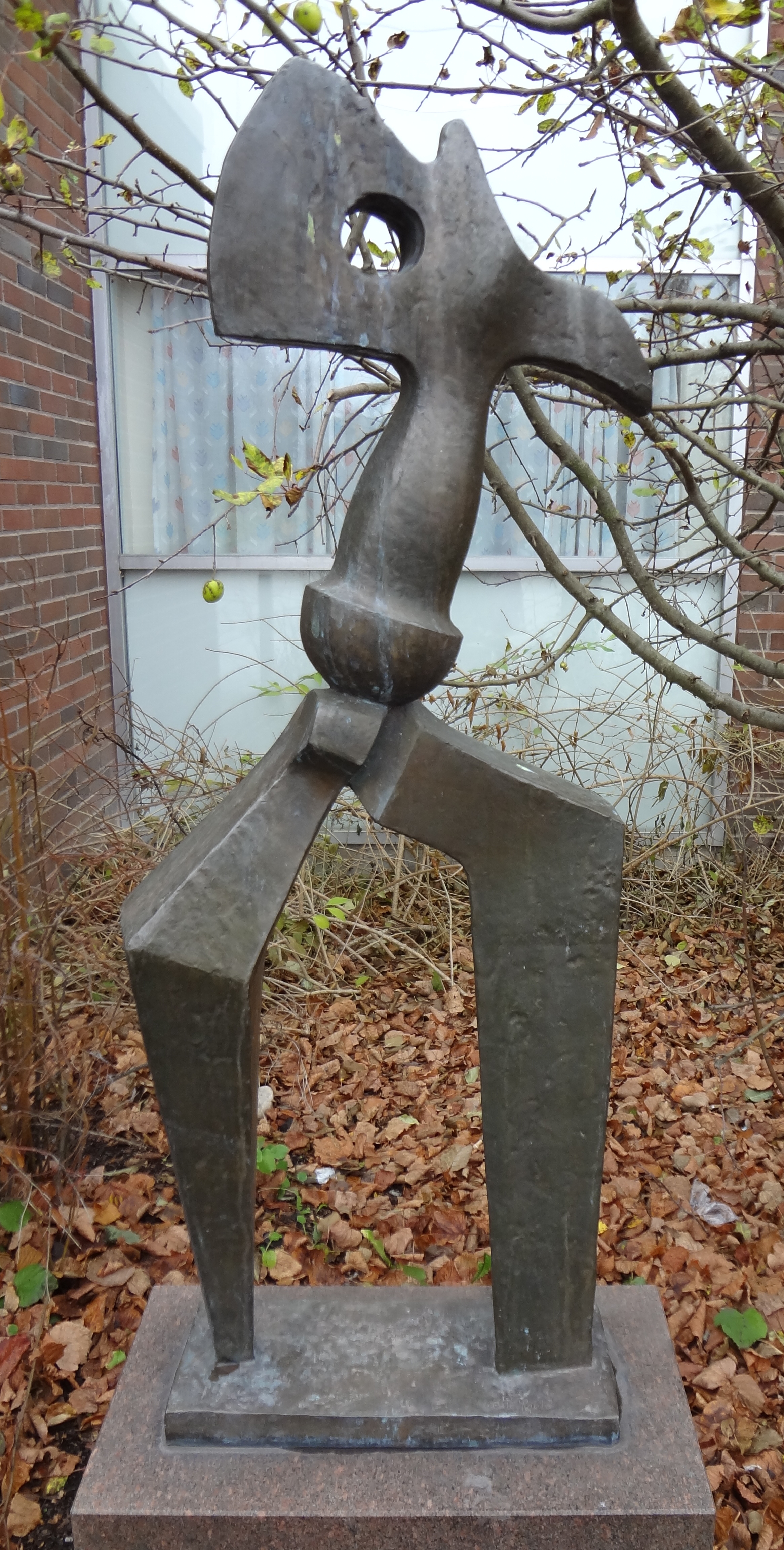
Yxmannen, Rekarneskolan i Eskilstuna
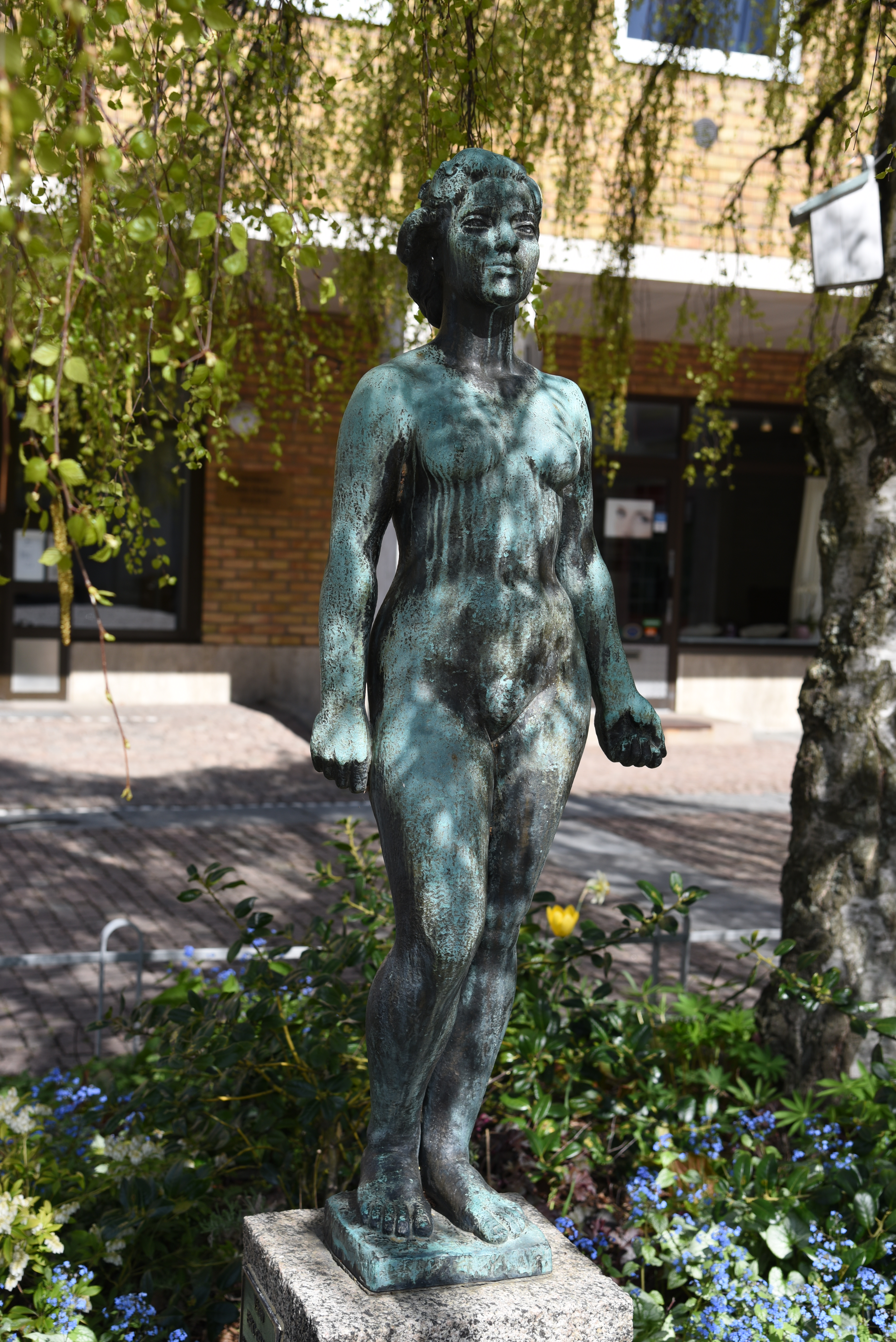
Våren, Kaggeledstorget i Göteborg
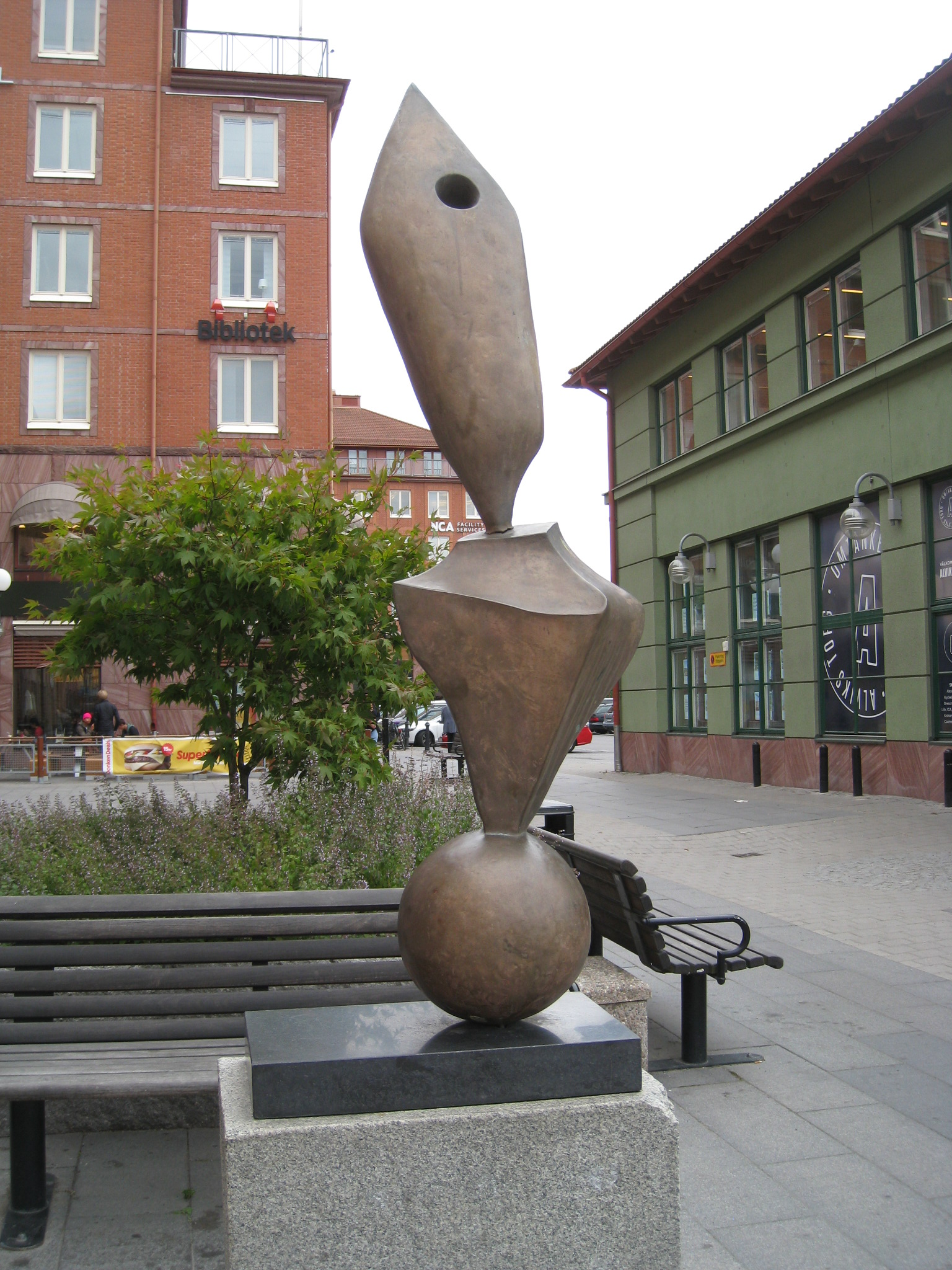
Clown på klot, Alviks torg i Bromma
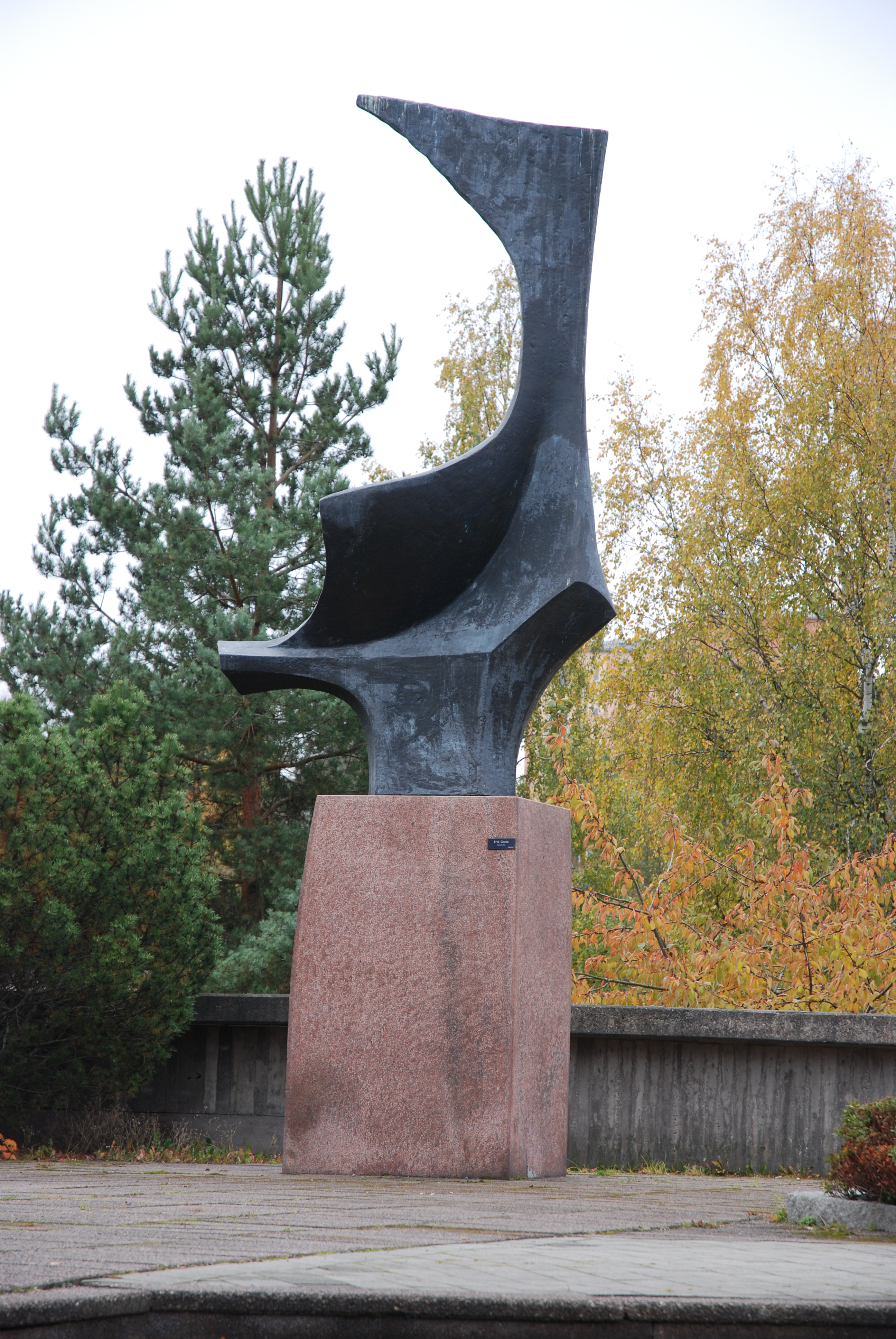
Samothrake i Lidingö
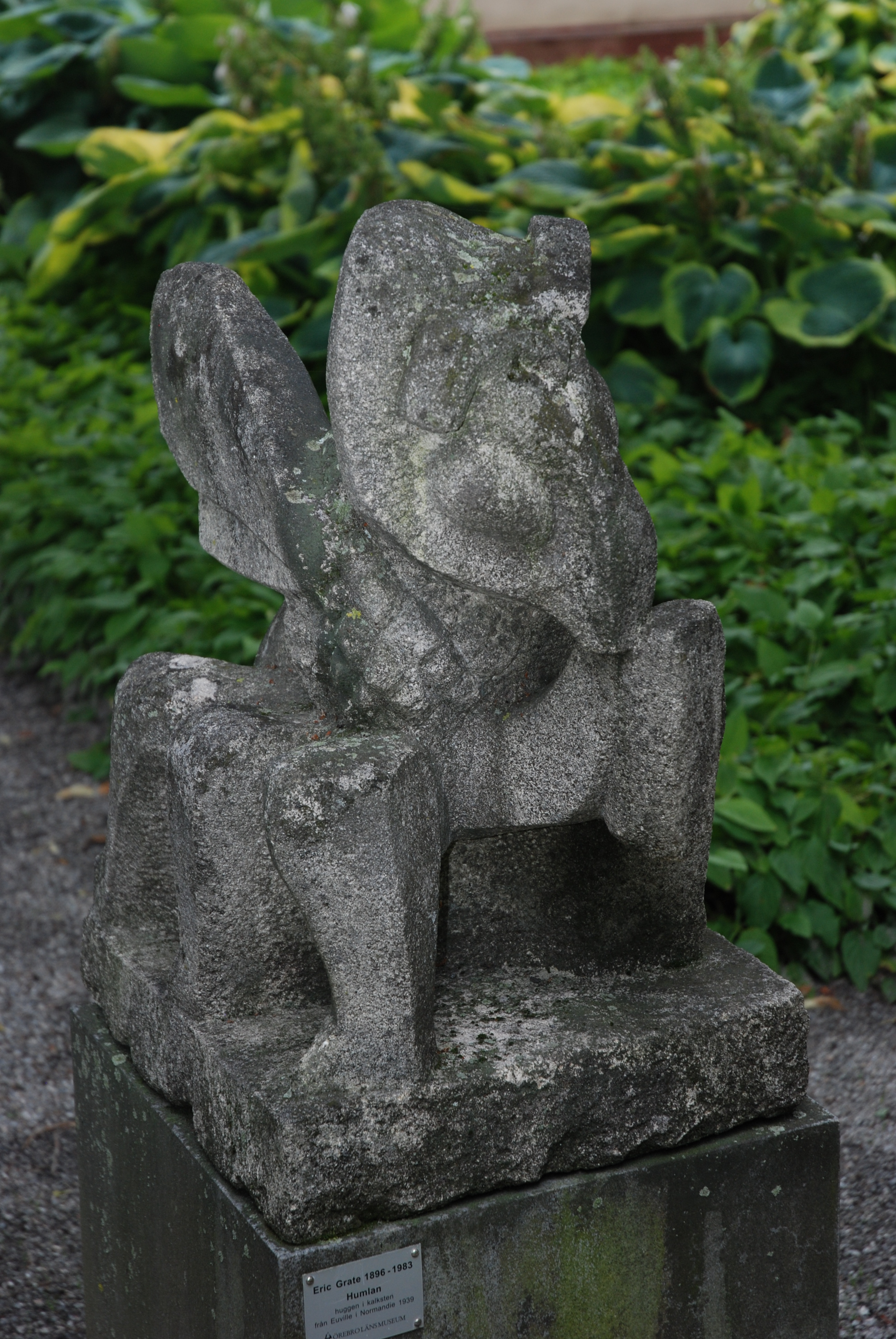
Humlan i Örebro
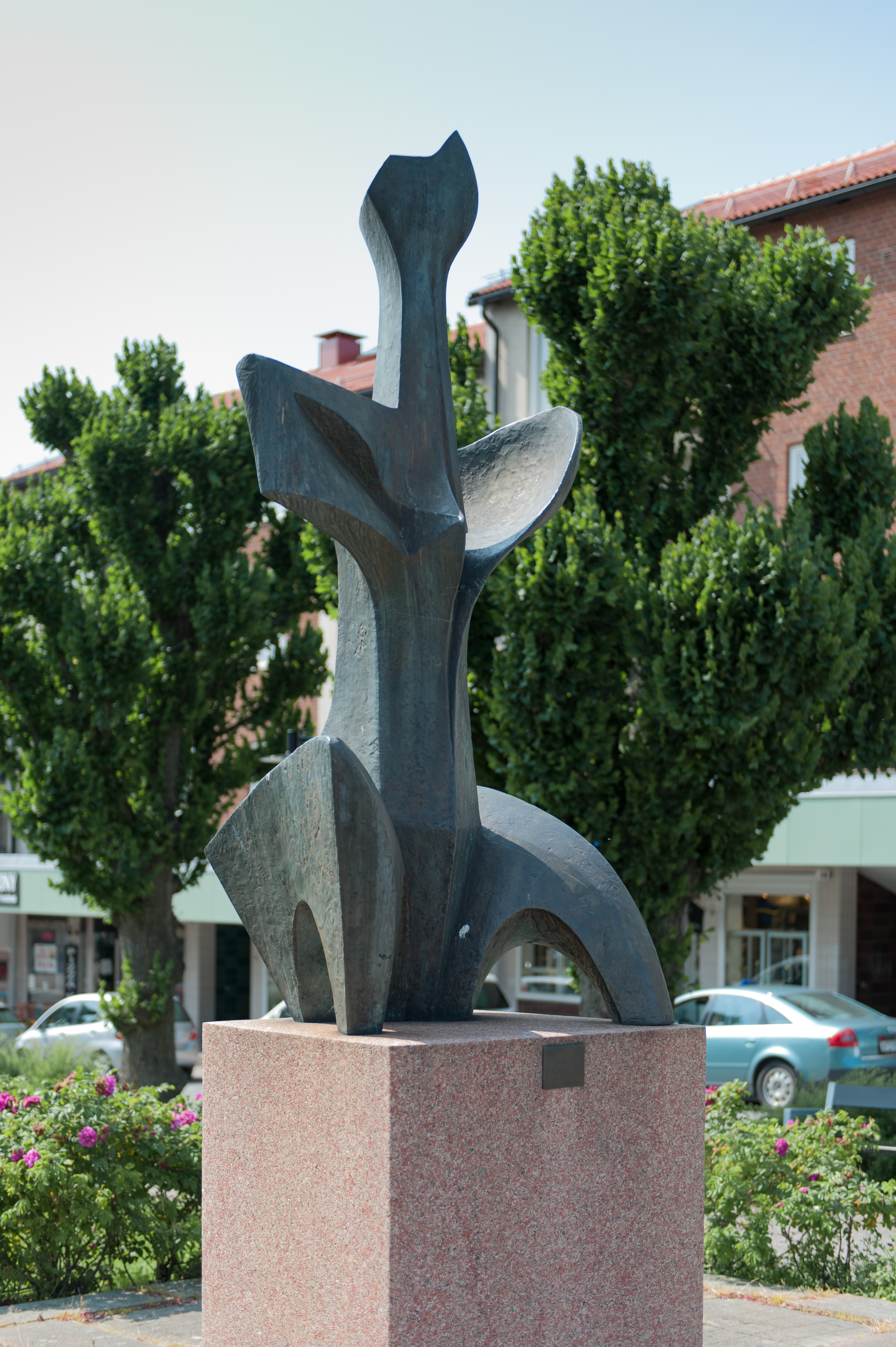
Silvatica i Nässjö
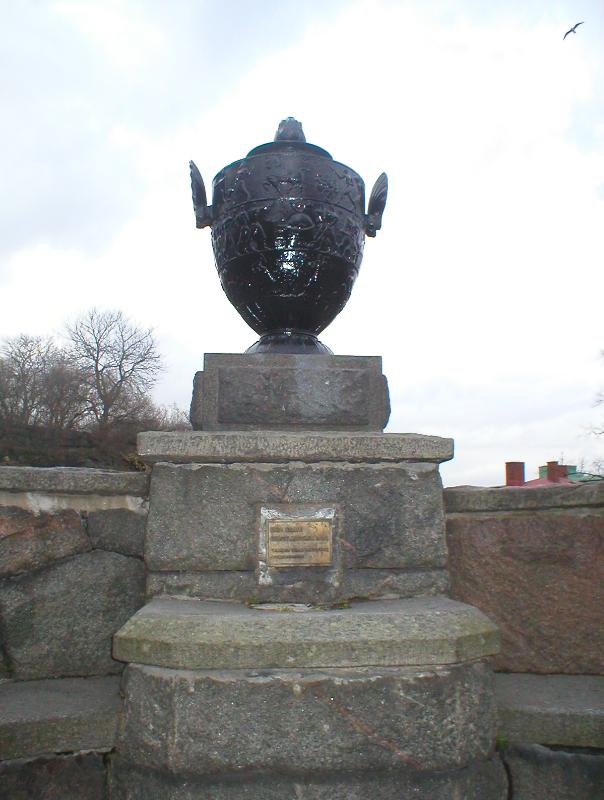
Bergslagsurnan i Göteborg
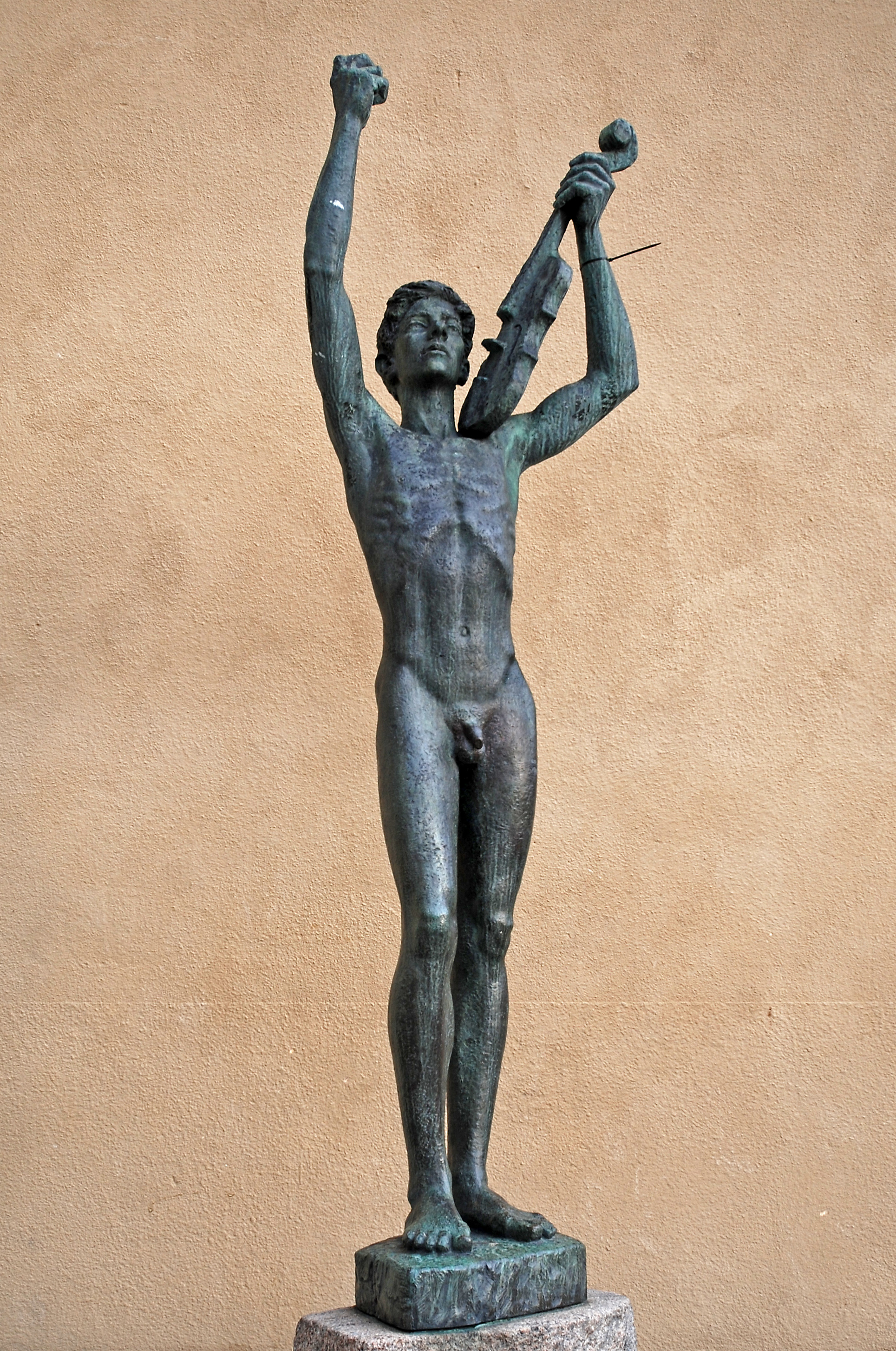
Folkvisan, Bromma gymnasium i Bromma
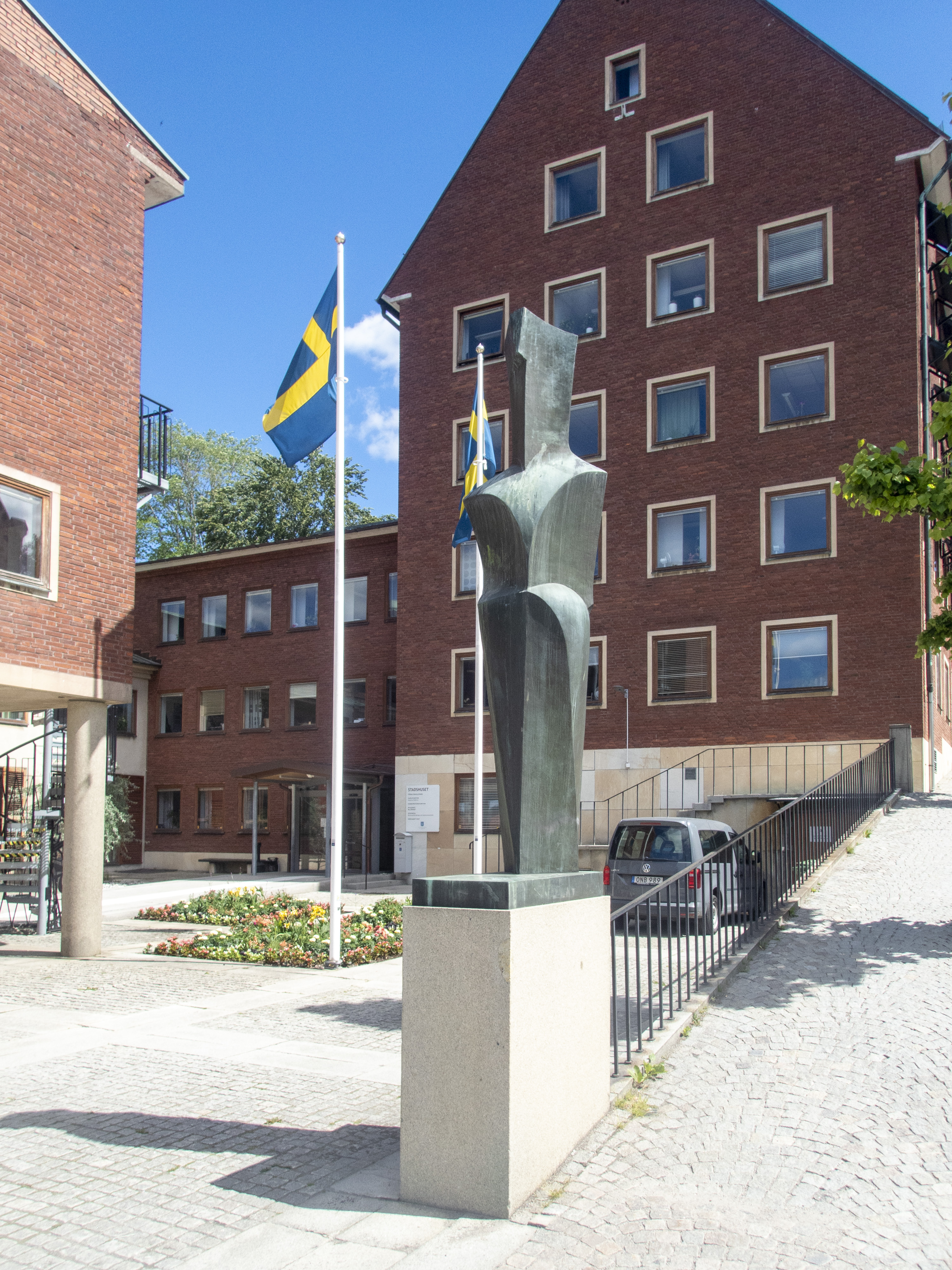
Apollo, Ulricehamn
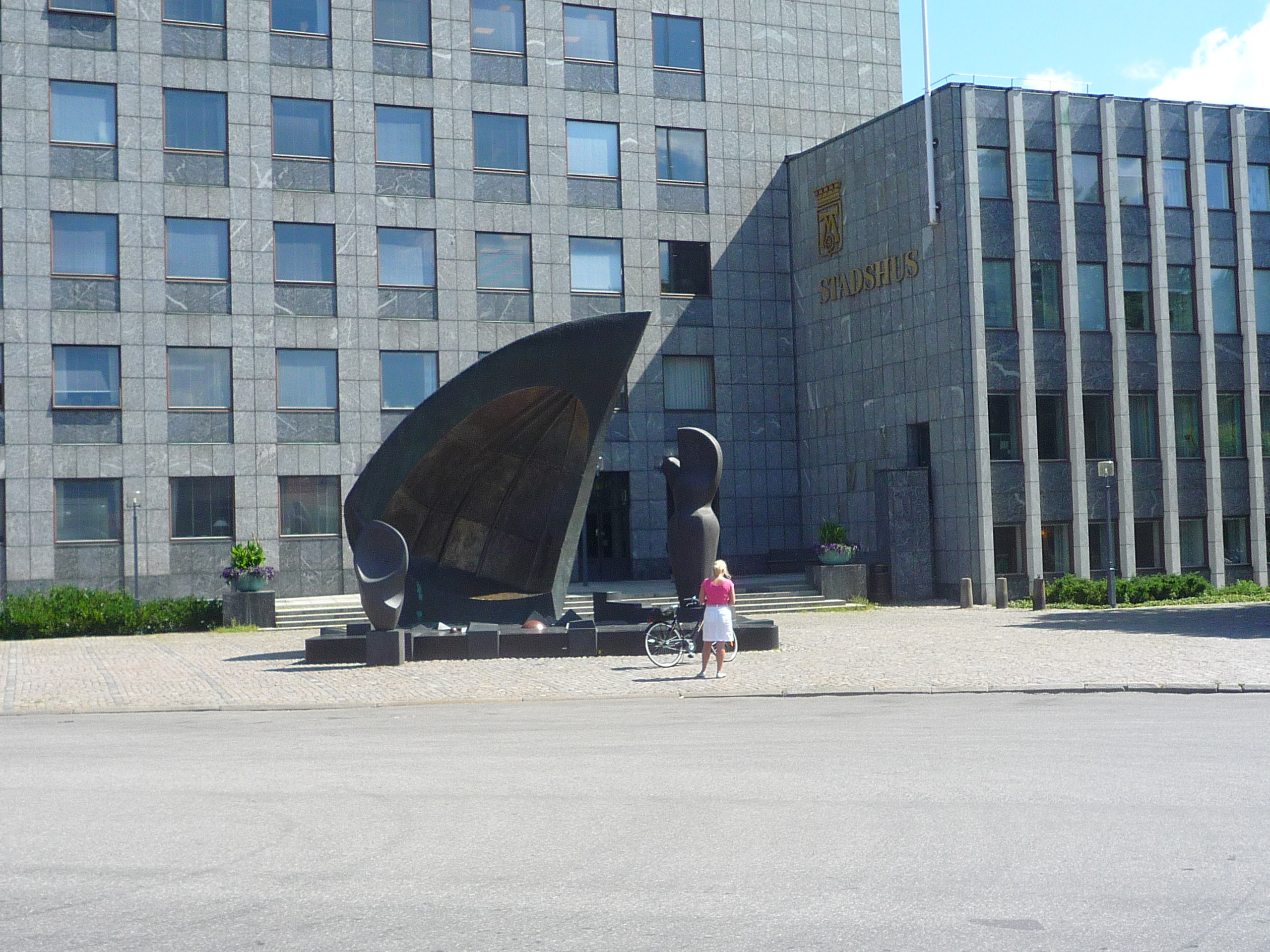
Vindarnas grotta i Västerås
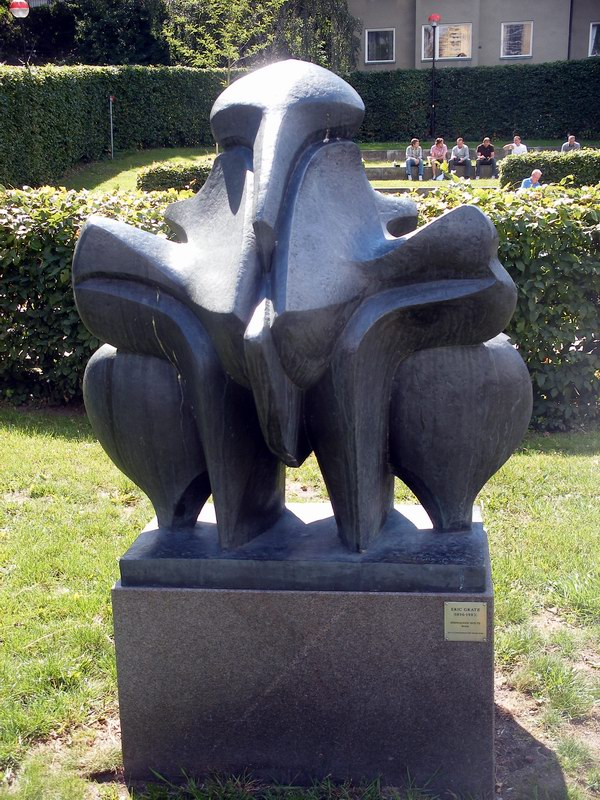
Sparvguden i Solna
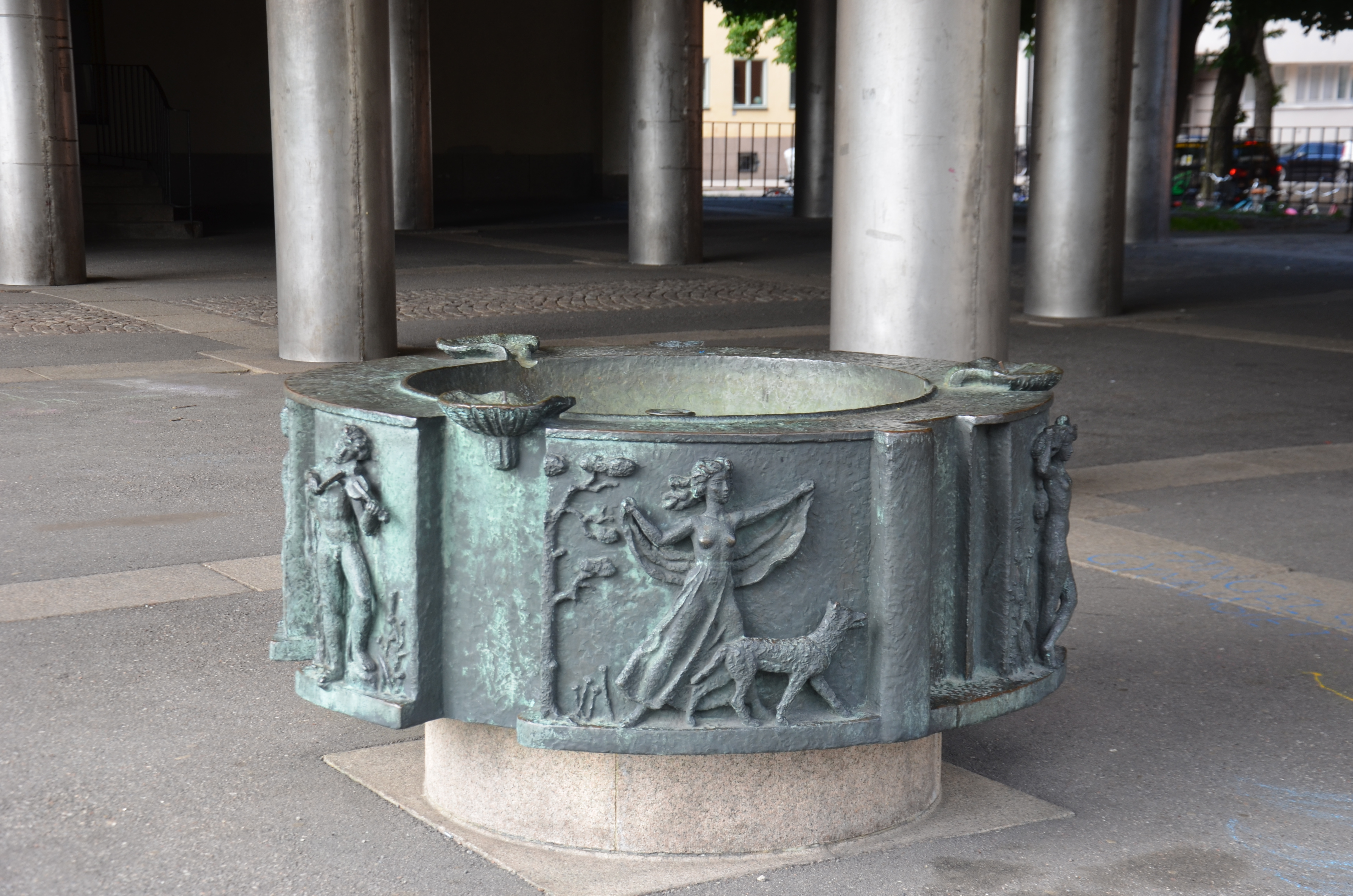
Fontänkar på tidigare Katarina realskola, Stockholm
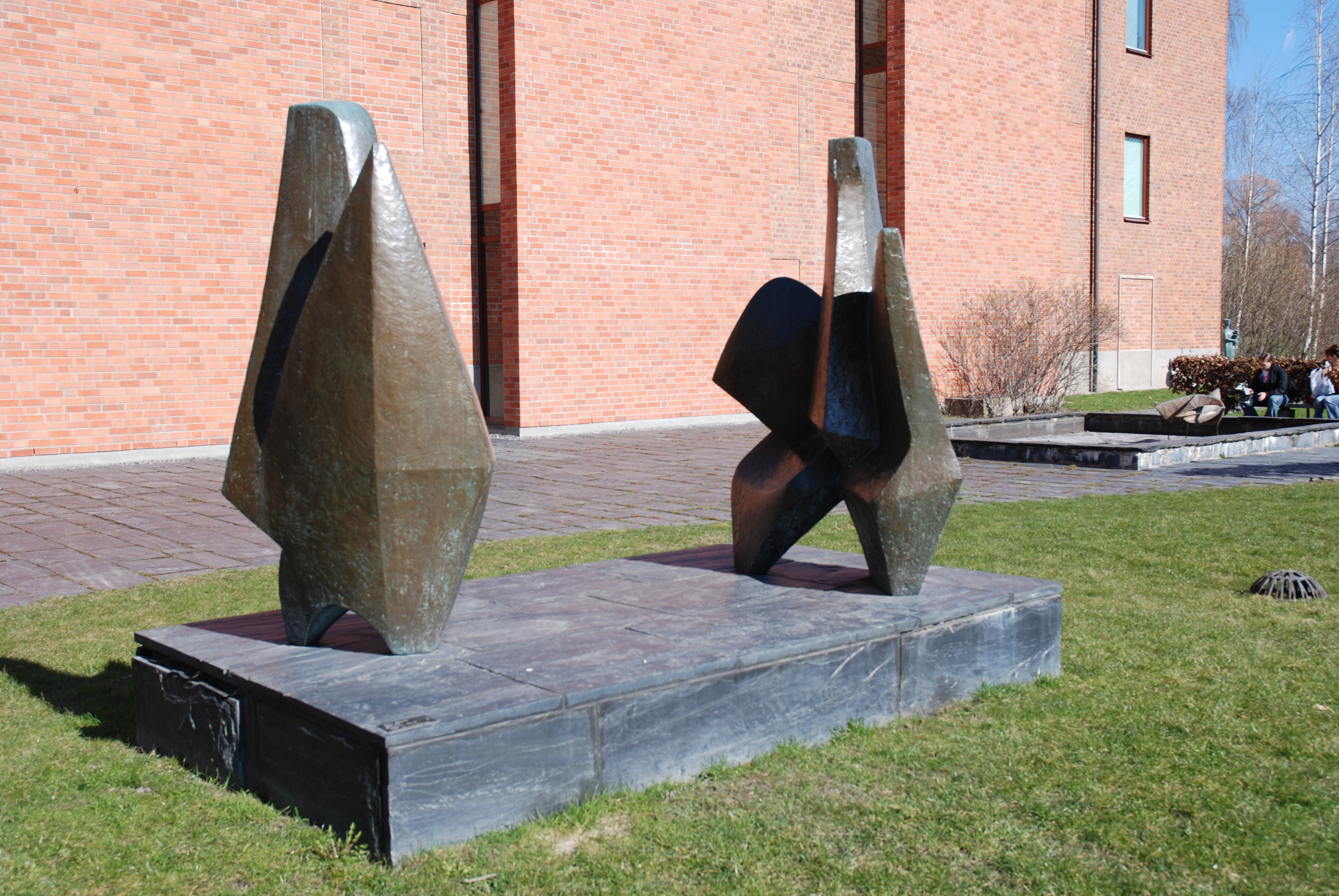
Skulptur vid Norrköpings konstmuseum
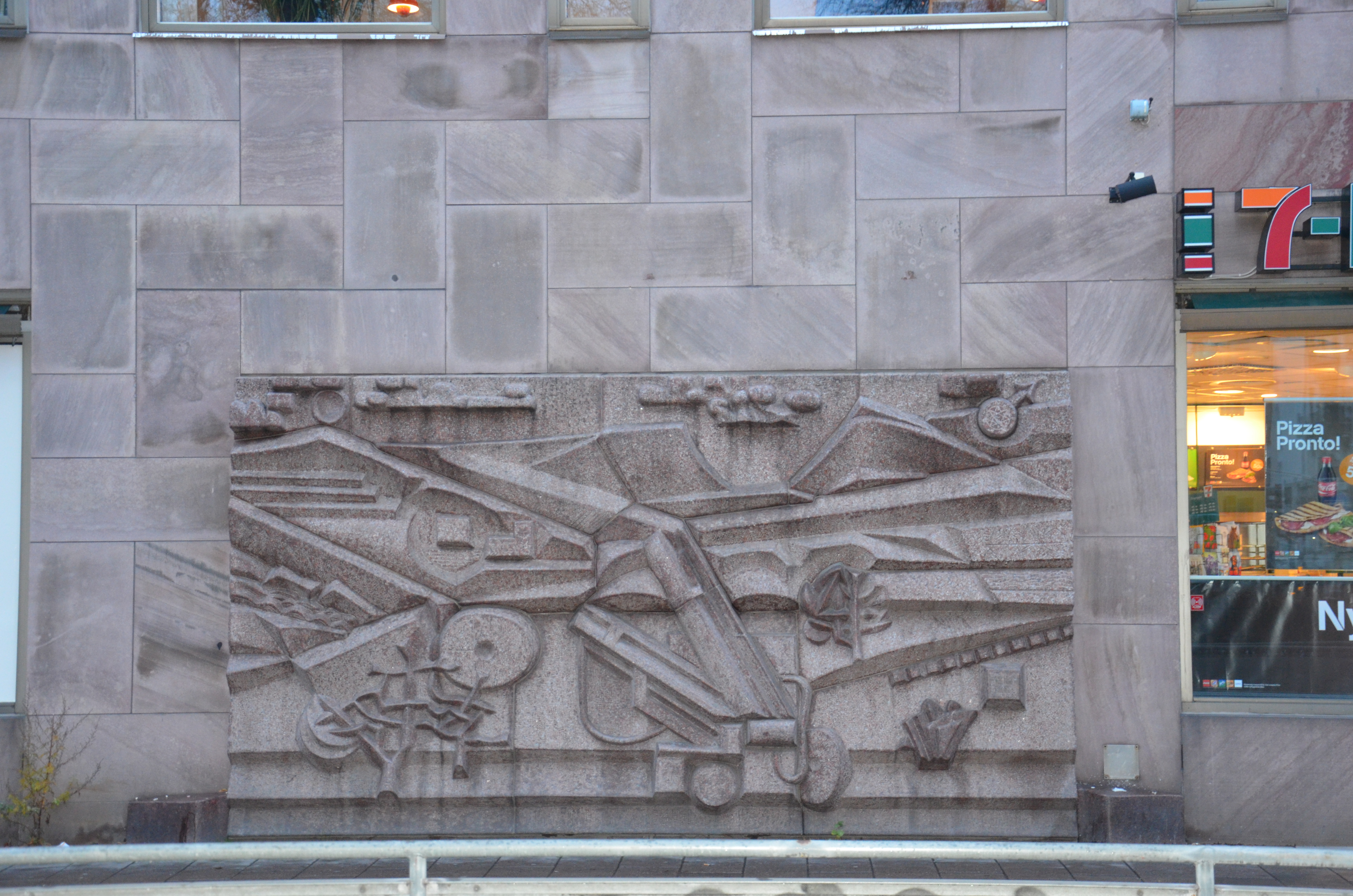
Apoteus till Norrland i Stockholm
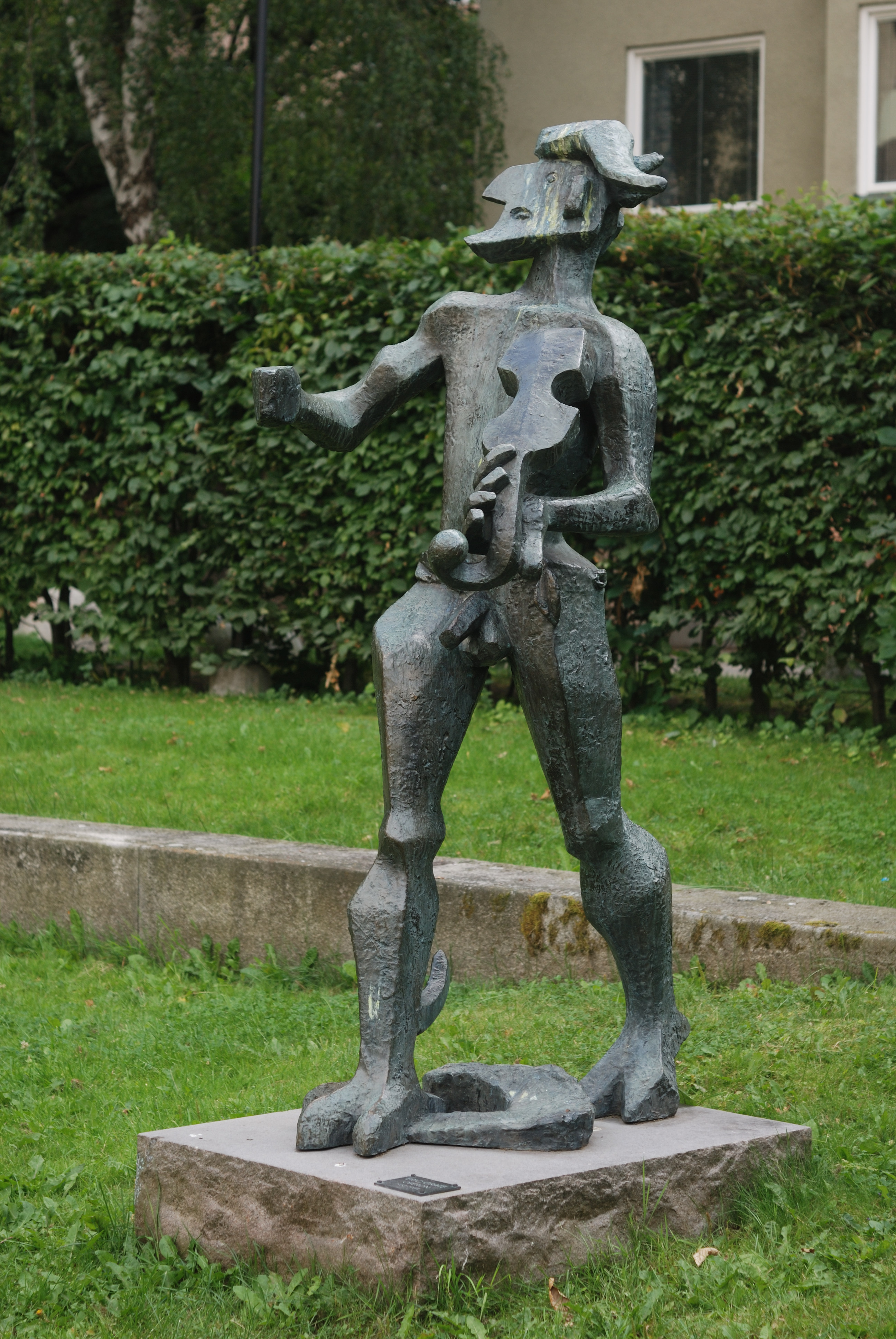
Oberon i Solna
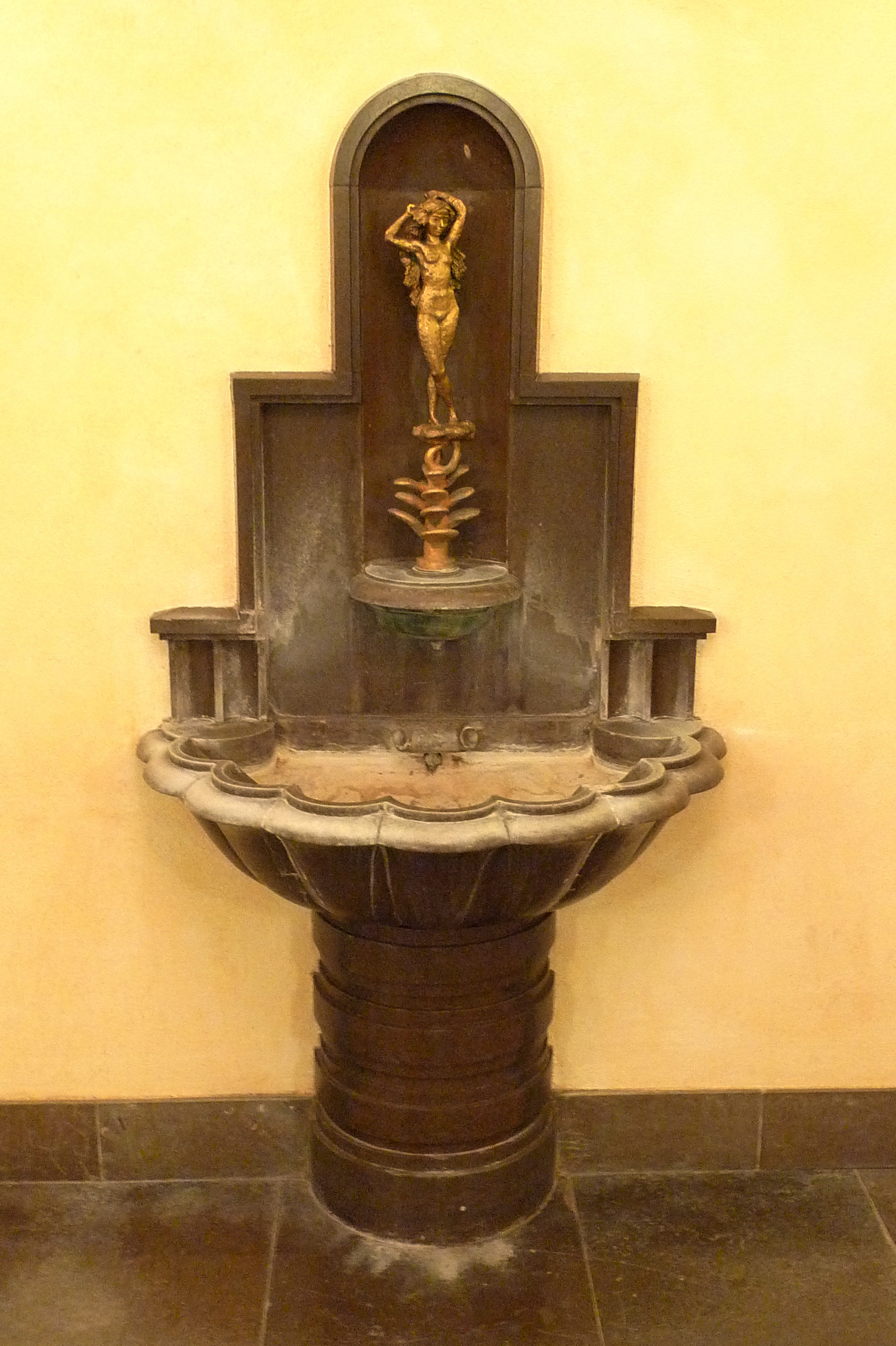
Fontän med dryad, Örebro konserthus
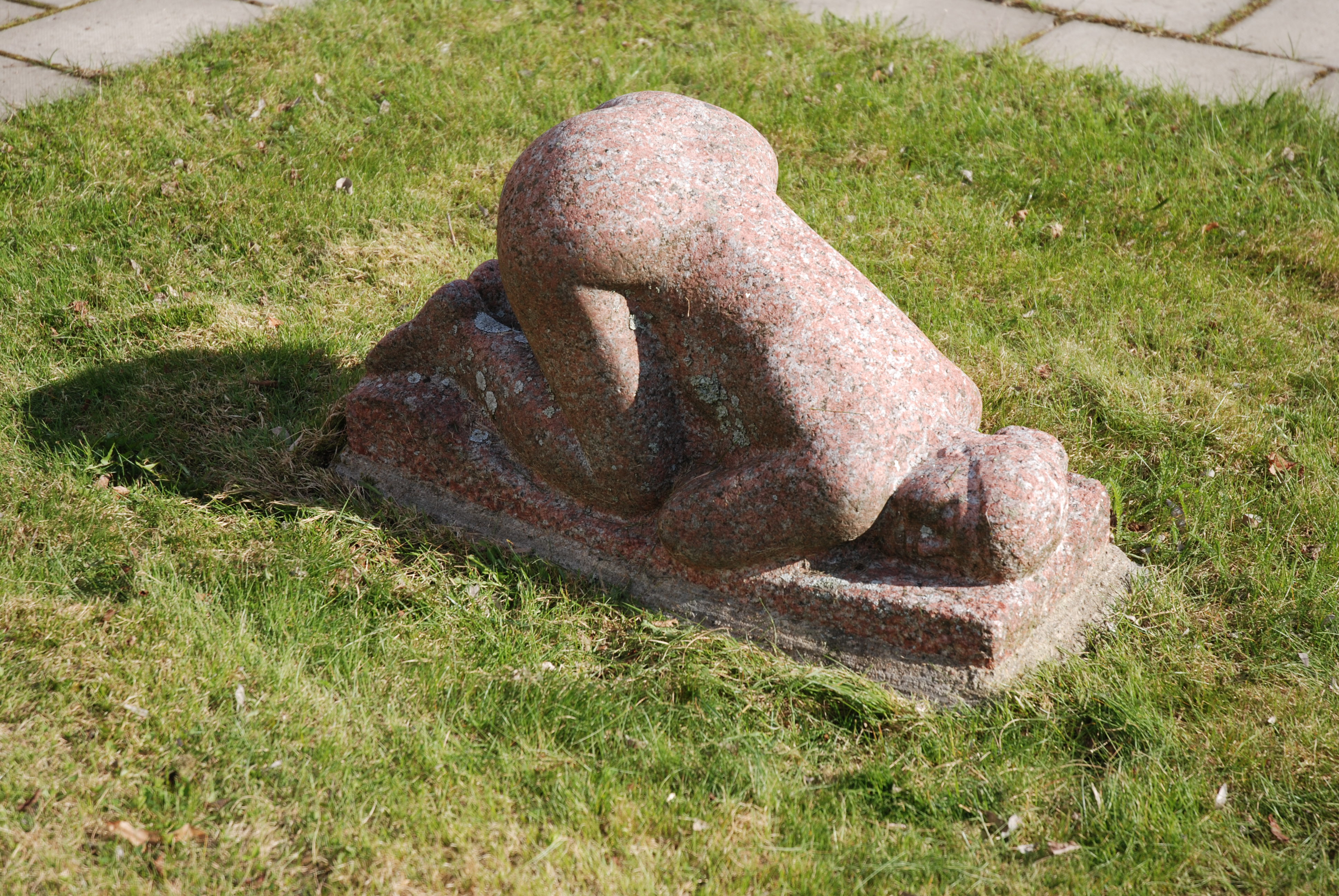
Hon lyssnar på jorden i Hällefors
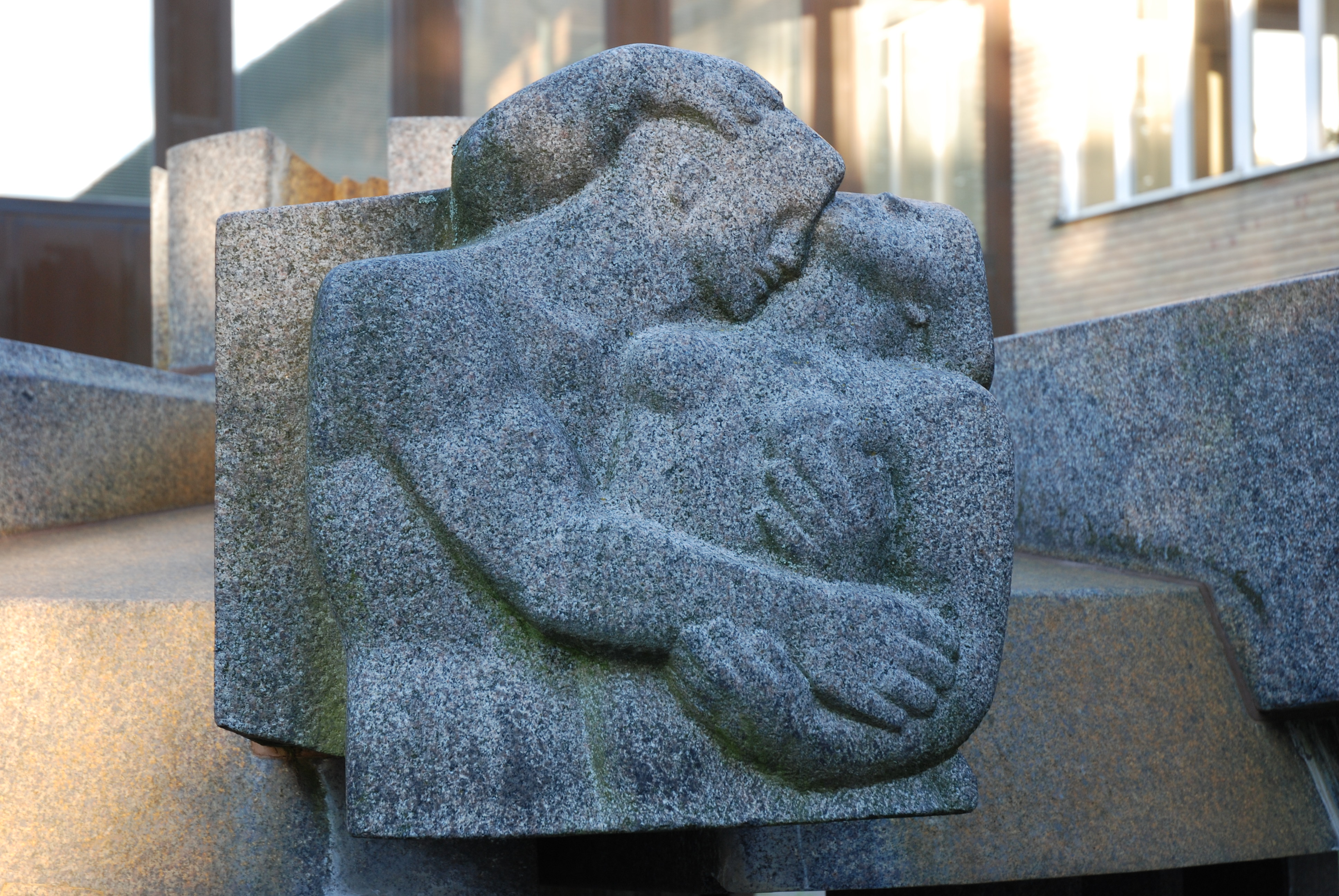
Förvandlingarnas brunn i Sundbyberg
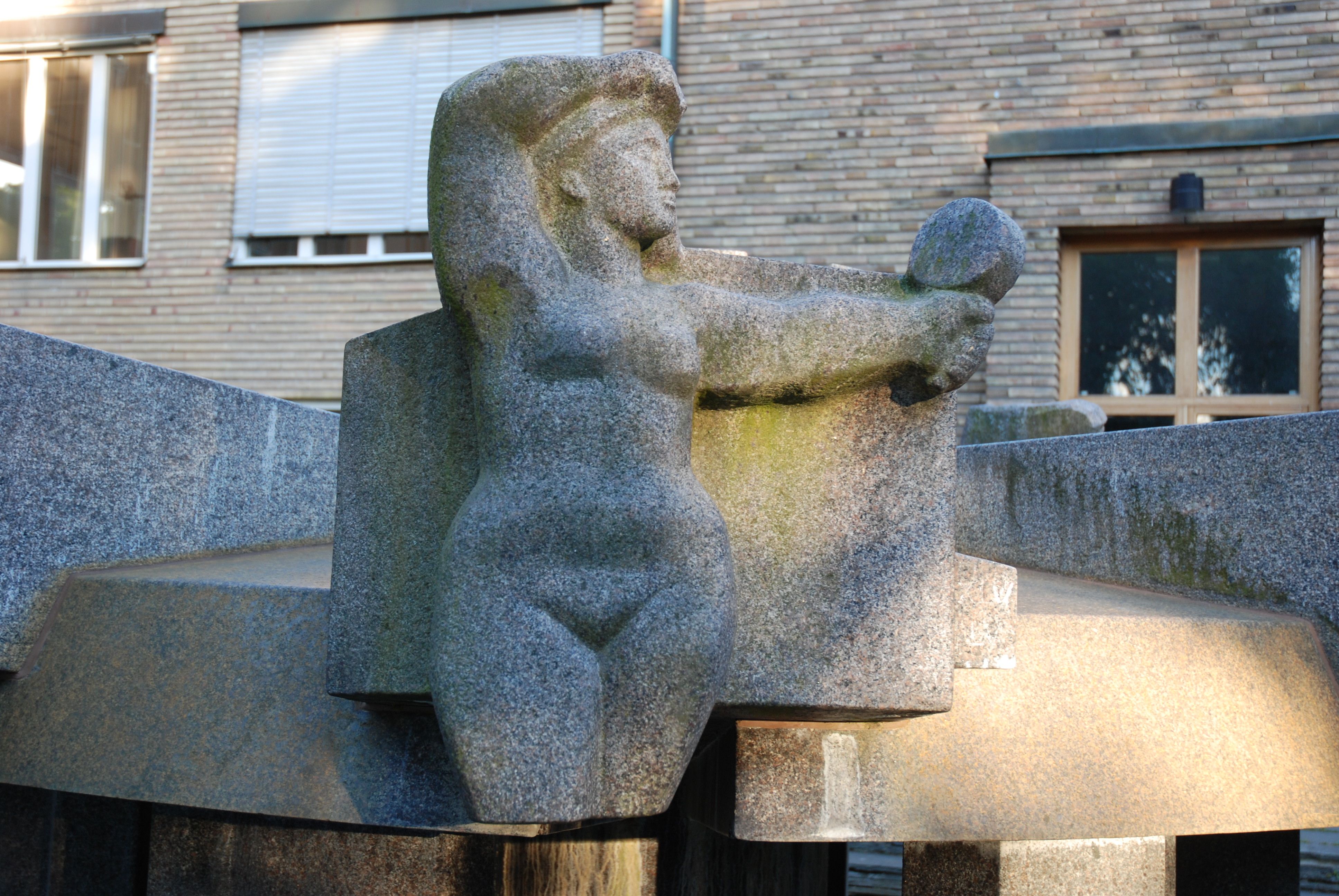
Förvandlingarnas brunn i Sundbyberg
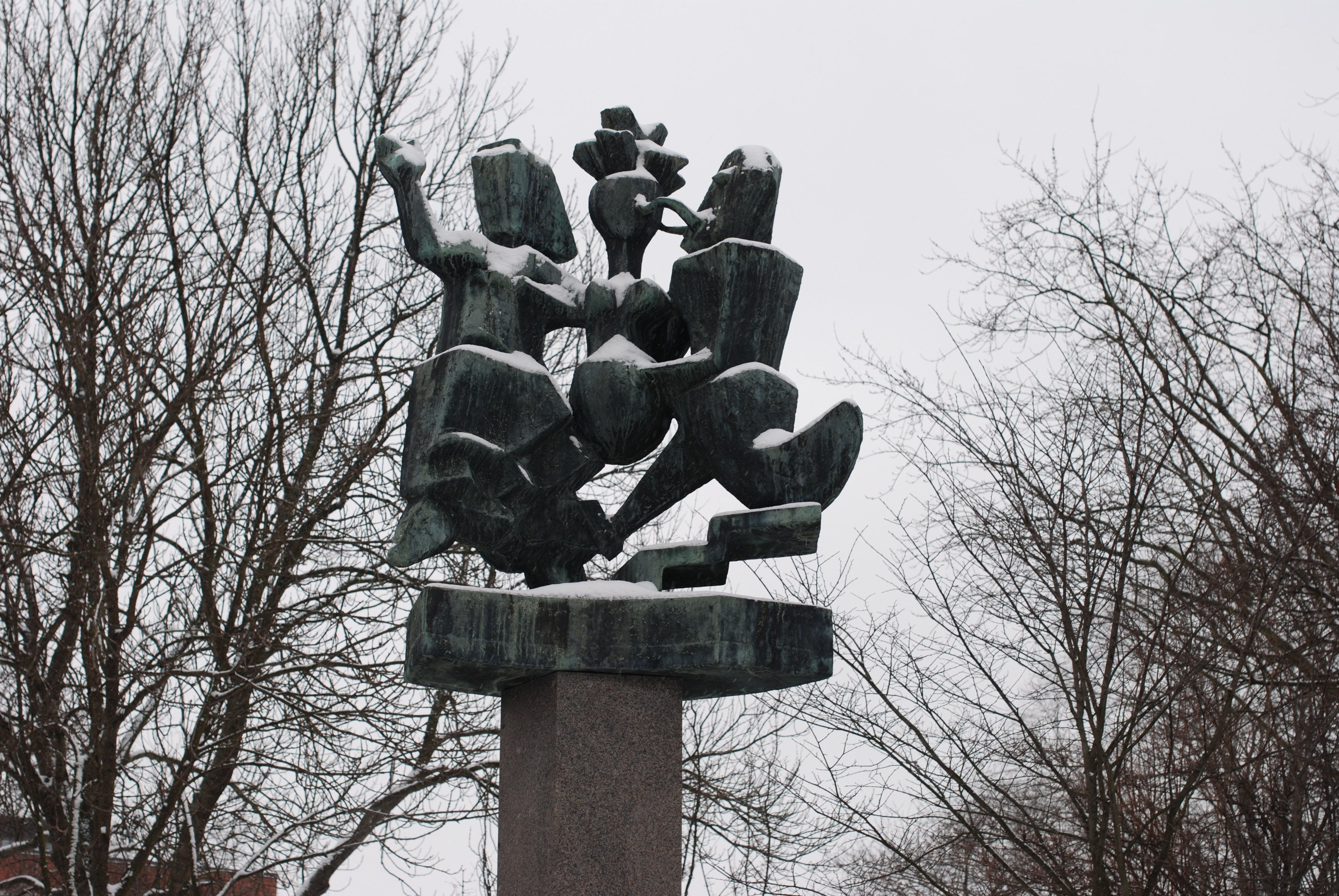
Det entomologiska kvinnorovet i Solna
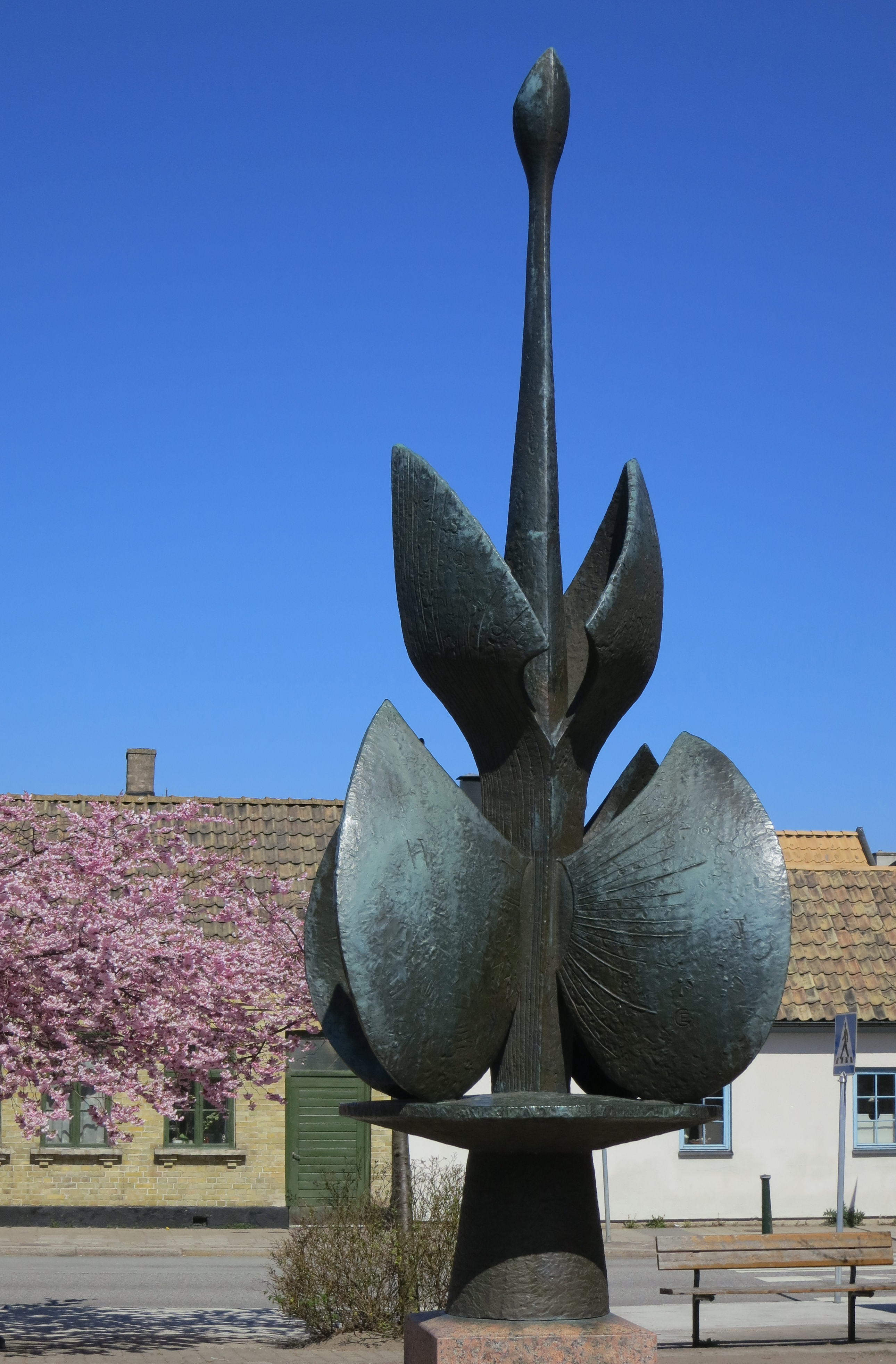
Hjärtblad i Kristianstad
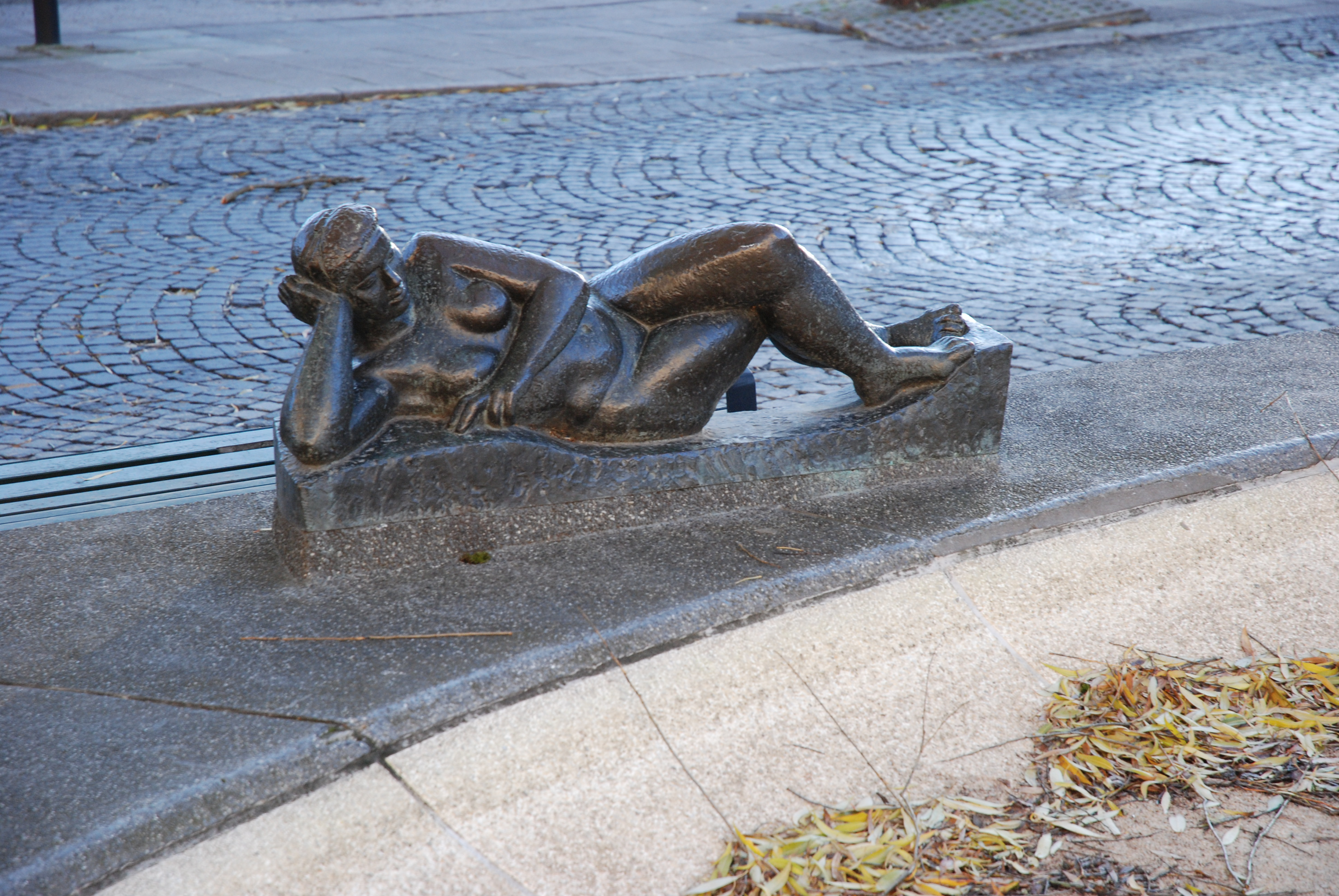
Liggande kvinna i Stockholm
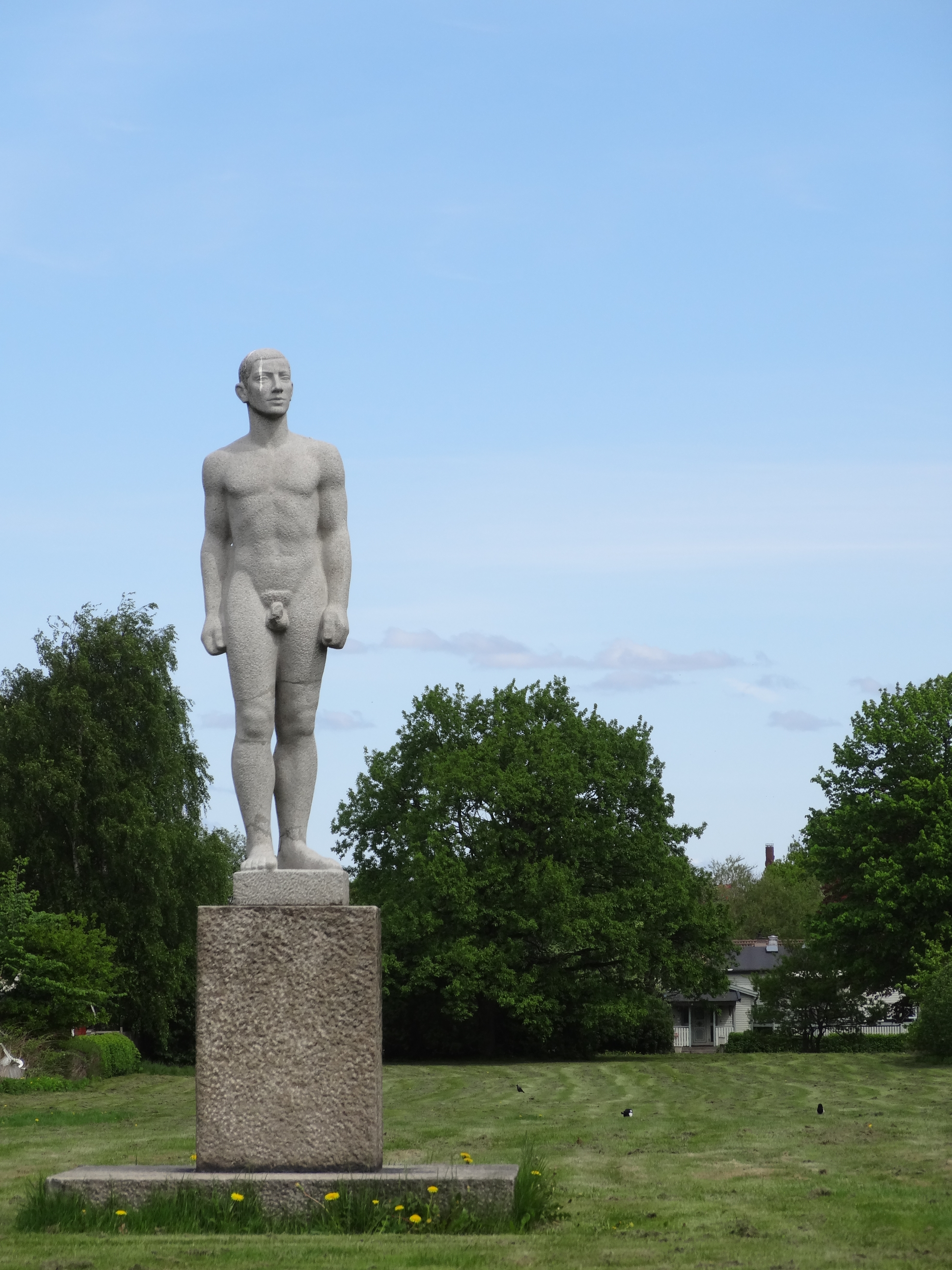
Ung man i Göteborg
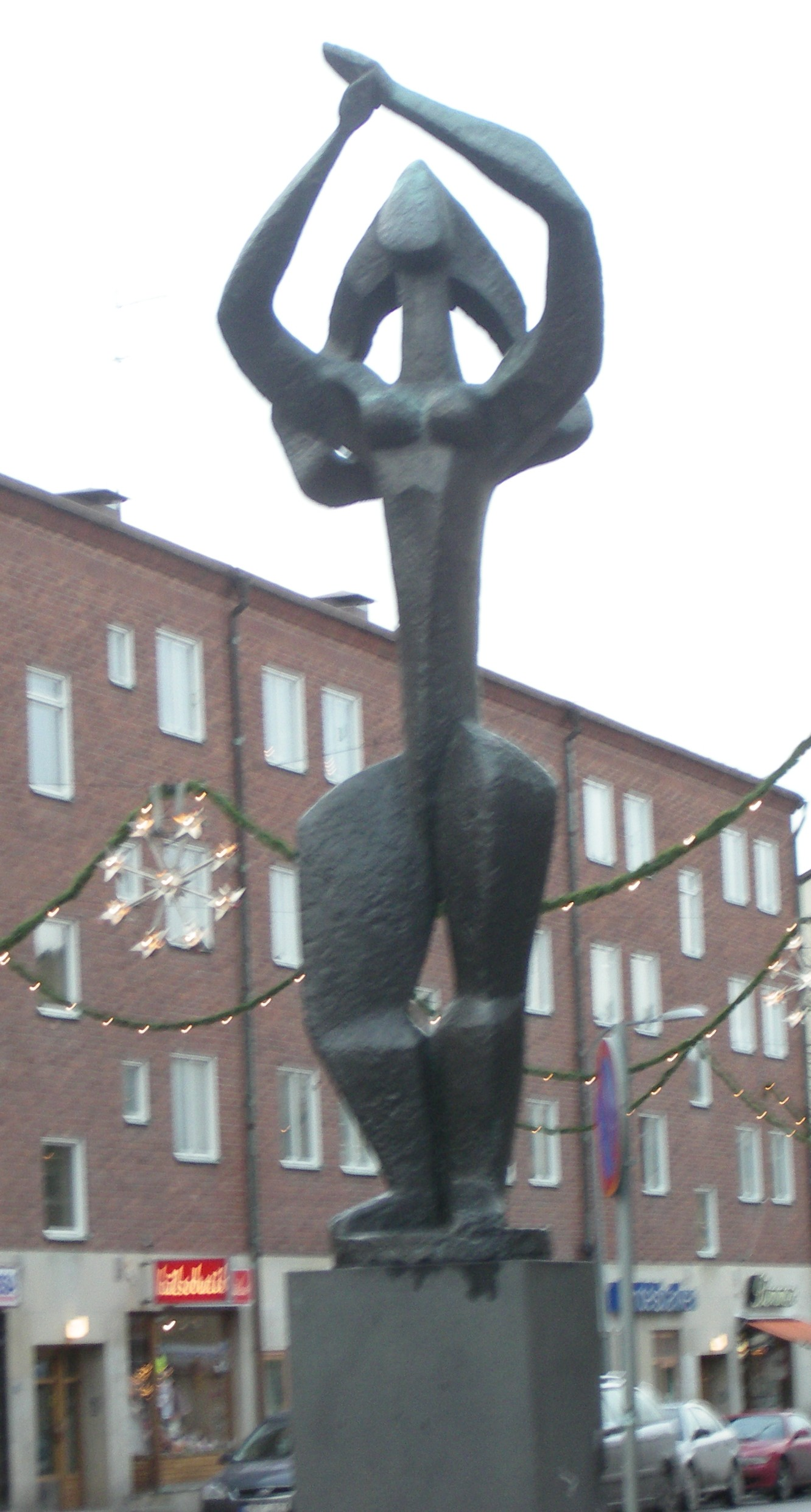
Trädet i Stockholm